# Solskinsbørn Aaret rundt
|  | Denne artikel er oprettet af botten PalnaBot ud fra en ekstern database. Den kan derfor have sproglige fejl eller mangler. Denne skabelon kan fjernes efter kontrol af indholdet. |

Solskinsbørn Aaret rundt er en film instrueret af Hagen Hasselbalch.

## Handling
Forældre opfordres til at give deres børn Vitaminol i de mørke vintermåneder for at skaffe dem et nødvendigt tilskud af vitaminer.